# Эвакуация северных населённых пунктов Израиля
Во время войны в секторе Газа 2023 года (начавшейся в ответ на вторжения «ХАМАС») север Израиля стал подвергаться постоянным ракетным и миномётным обстрелам с территории Ливана и Сирии (со стороны «Хезболлы» и местных подразделений «ХАМАС»). В результате обстрелов из Ливана в начале июня 2024 года начались лесные пожары.
С начала войны из населённых пунктов севера страны около израильско-ливанской границы на конец марта 2024 года были эвакуированы около 100 000 жителей (по данным Times of Israel). На конец июня около 50 000 остаются в эвакуации. Стоимость их эвакуации составила 2,3 млрд шекелей.
Для финансирования льгот эвакуированных правительство Израиля объявило о сокращении бюджета всех министерств на 1,03 %, а также о сокращении на 525 миллионов шекелей средств, выделяемых на новое трудовое соглашение для учителей средних школ, которое должно было быть подписано.
Коммунальные службы в районах, пострадавших от войны, не работают.

## Разрушения и жертвы
На севере Израиля 427 домов повреждены обстрелами «Хезболлы», а 80 домов разрушены прямыми попаданиями ракет. Пострадали населённые пункты Штула, Зарит, Маргалийот, Менара, Кирьят-Шмона и Метула. В Метуле, например, пострадали 120 домов, из них почти половина — значительно, и 9 были полностью разрушены.
На март 2024 года на севере Израиля из-за обстрелов погибли 8 гражданских и 11 солдат.
ЦАХАЛ рекомендовал эвакуировать только населённые пункты, находящиеся в пределах 3,5 км от ливанской границы, однако на практике людей вывезли также из посёлков на расстоянии до 5 км от северной границы.
По данным израильских СМИ, на конец июля 2024 года повреждено более 1000 зданий.
Израильская противоракетная система «Железный купол» не перехватывает ракеты, которые летят не на населенные пункты; это привело к значительному ущербу сельскохозяйственным угодьям и лесам. В Израиле (включая Голанские высоты) сгорело от 55 (по оценке BBC) до 87 (по израильской оценке) км² леса.

## Список населенных пунктов
Список эвакурованных населённых пунктов:
- Раджар,
- Дишон[англ.],
- Кфар-Юваль,
- Маргалийот,
- Метула,
- Авивим[англ.],
- Довев[англ.],
- Мааян-Барух[англ.],
- Барам[англ.],
- Менара,
- Ифтах[англ.],
- Малкия[англ.],
- Мисгав-Ам[англ.],
- Йерон,
- Дафна,
- Араб-аль-Арамше[англ.],
- Шломи,
- Нетуа,
- Яара,
- Штула[англ.],
- Матат[англ.],
- Зарит[англ.],
- Шомера,
- Бецет[англ.],
- Адмит[англ.],
- Рош-ха-Никра,
- Кфар-Гилади,
- Ханита[англ.].

## Молчание ООН
Несмотря на беспрецедентное массовое перемещение израильтян, Управление верховного комиссара ООН по делам беженцев (УВКБ) и спецдокладчик ООН по вопросам внутренне перемещенных лиц, по состоянию на 2 июля 2024 года, преимущественно хранили молчание по этому вопросу. Из 76 официальных заявлений и пресс-релизов ООН в связи с войной в Газе, израильские перемещённые лица были упомянуты лишь в одном.